# Manfred Engelbert
Manfred Engelbert (* 5. März 1942 in Dessau) ist ein deutscher Romanist.

## Werdegang
Nach dem Abitur in Bremen studierte Engelbert von 1961 bis 1967 Romanistik und Politikwissenschaft in Marburg, Paris und Hamburg. Nach einem Forschungsaufenthalt in Salamanca (1966) wurde er 1967 bei Hans Flasche mit einer Dissertation zu Calderón de la Barca promoviert.
Von 1968 bis 1974 war Engelbert Wissenschaftlicher Assistent am Ibero-Amerikanischen Forschungsinstitut der Universität Hamburg. Schwerpunkt seiner Lehrveranstaltungen waren spanische und französische Literatur seit 1500. Bei einem Forschungsaufenthalt in Peru, Chile und Argentinien (Januar bis April 1970) begann er ein Habilitationsprojekt zu Ricardo Palma, das er später abbrach. 1974 folgte er einem Ruf zum C4-Professor auf den Lehrstuhl für Romanische Philologie der Universität Göttingen. Er war mehrfach Direktor des Seminars, gehörte von 1981 bis 1983 dem Senat der Universität an, war 2001/2002 Studiendekan und von 2002 bis 2004 Dekan der Philosophischen Fakultät. 2007 wurde er emeritiert.
Manfred Engelbert war Vertrauensdozent der Friedrich-Ebert-Stiftung. In den 90er Jahren führten ihn zahlreiche Forschungs- und Vortragsreisen nach Chile. 1992 wurde er mit dem Orden Palmes Académiques ausgezeichnet.